# Éric et Nicolas Altmayer
Pour les articles homonymes, voir Altmayer.
Éric Altmayer, né le 8 septembre 1962 et Nicolas Altmayer, né le 26 janvier 1965 sont des producteurs de cinéma français. Ils gèrent leur société de production, Mandarin Films.

## Biographie

### Famille
Éric et Nicolas Altmayer sont issus d'une famille catholique de six enfants, qui compte parmi ses ancêtres des Russes ayant fui le régime soviétique, un héros de la Résistance, et sont respectivement les beaux-frères et les cousins des députés européens conservateurs Michel Barnier et Paul-Marie Coûteaux.
Éric Altmayer gère les droits d'un catalogue de films de l'homme d'affaires Cyril de Rouvre, tandis que son frère Nicolas Altmayer, qui a fait ses études à l'Université Paris-Dauphine, est engagé comme directeur financier par Jean-François Lepetit, producteur de Trois hommes et un couffin, avant de créer Mandarin Films à la fin des années 1990. Ce partage des tâches est toujours en vigueur même s'ils gèrent conjointement leur société de production. Éric Altmayer est, par ailleurs, vice-président de l'association des producteurs de cinéma (aux côtés d'Alain Attal et de Jean-François Lepetit).
Avec Mandarin Cinémas, ils constituent un catalogue éclectique, avec des succès et des échecs, ayant comme réalisateurs favoris Fabien Onteniente, Michel Hazanavicius et François Ozon.

## Filmographie

### Années 1990
- 1996 : XY de Jean-Paul Lilienfeld
- 1997 : Grève party de Fabien Onteniente

### Années 2000
- 2000 : Jet Set de Fabien Onteniente
- 2001 : HS Hors Service de Jean-Paul Lilienfeld
- 2001 : Trois zéros de Fabien Onteniente
- 2002 : Riders de Gérard Pirès
- 2002 : Dina de Ole Bornedal
- 2004 : People de Fabien Onteniente
- 2005 : Les Chevaliers du ciel de Gérard Pirès
- 2005 : Brice de Nice[4] de James Huth
- 2005 : Ma vie en l'air de Rémi Bezançon
- 2006 : OSS 117 : Le Caire, nid d'espions[5] de Michel Hazanavicius
- 2006 : On va s'aimer de Ivan Calbérac
- 2007 : Hellphone de James Huth
- 2007 : Le Nouveau Protocole de Thomas Vincent
- 2008 : Le Premier Jour du reste de ta vie de Rémi Bezançon
- 2008 : La Possibilité d'une île de Michel Houellebecq
- 2008 : L'Empereur de la nuit de Thierry Ardisson
- 2008 : Another Kind of Silence de Santiago Amigorena
- 2009 : OSS 117 : Rio ne répond plus de Michel Hazanavicius

### Années 2010
- 2010 : Potiche de François Ozon
- 2011 : Les Aventures de Philibert, capitaine puceau de Sylvain Fusée
- 2011 : La Conquête de Xavier Durringer
- 2011 : Un heureux événement de Rémi Bezançon
- 2012 : Les Kaïra de Franck Gastambide
- 2012 : Dans la maison de François Ozon
- 2012 : De l'autre côté du périph de David Charhon
- 2013 : Le Grand Méchant Loup de Nicolas et Bruno
- 2013 : Jeune et Jolie de François Ozon
- 2013 : Paris à tout prix de Reem Kherici
- 2014 : Maestro de Léa Fazer
- 2014 : Fastlife de Thomas N'Gijol
- 2014 : Saint Laurent de Bertrand Bonello
- 2014 : Une nouvelle amie de François Ozon
- 2015 : En équilibre de Denis Dercourt
- 2015 : Nos futurs de Rémi Bezançon
- 2016 : Chocolat de Roschdy Zem
- 2016 : Les Innocentes de Anne Fontaine
- 2016 : Cigarettes et Chocolat chaud de Sophie Reine
- 2018 : L'Empereur de Paris de Jean-François Richet
- 2019 : Blanche comme neige de Anne Fontaine
- 2019 : Venise n'est pas en Italie d'Ivan Calbérac

### Années 2020
- 2020 : Validé (série TV)
- 2021 : Les Fantasmes de David Foenkinos et Stéphane Foenkinos
- 2021 : OSS 117 : Alerte rouge en Afrique noire de Nicolas Bedos
- 2022 : Loin du périph de Louis Leterrier
- 2022 : La Dégustation d'Ivan Calbérac
- 2022 : Jack Mimoun et les secrets de Val Verde de Malik Bentalha et Ludovic Colbeau-Justin
- 2022 : L'École est à nous d'Alexandre Castagnetti
- 2023 : Mon crime de François Ozon
- 2023 : Medellín de Franck Gastambide
- 2023 : Sous le tapis de Camille Japy
- 2023 : Un coup de maître de Rémi Bezançon
- 2024 : Chien et chat de Reem Kherici
- 2024 : Monsieur Aznavour de Grand Corps Malade et Mehdi Idir

## Prix
- Prix Daniel-Toscan-du-Plantier 2017

## Nominations
- César du meilleur film pour Dans la maison lors de la 38e cérémonie des César
- César du meilleur film pour Saint Laurent lors de la 40e cérémonie des César
- César du meilleur film pour Frantz lors de la 42e cérémonie des César